# Kourgane de Salbyk
Le kourgane de Salbyk (Bolshoi Salbykskii Kurgan, « Grand kourgane de Salbyk ») est un tumulus funéraire Saka (kourgane), appartenant à la culture Tagar. Il est situé dans la « Vallée des Rois » dans la partie ouest de la dépression de Minusinsk, à 45 kilomètres au nord-ouest d'Abakan, en  Khakassie, en Russie. Certaines sources le datent de 500 à 300 avant notre ère, quand d'autres envisagent une période plus antérieure, située entre le VIIIe et le VIe siècle avant notre ère.
Le tumulus mesurait 11 mètres de haut et avait une circonférence d'environ 500 mètres. C'est le plus grand tumulus de la culture Tagar. 
Il s'agit du tombeau d'un noble Saka, entouré de ses esclaves et de ses épouses.
Il existe environ 30 autres tumuli de kourganes dans la « Vallée des Rois », bien qu'ils soient tous plus petits que le grand kourgane de Salbyk.
Le tumulus est entouré d'énormes dalles de grès dévonien, pesant entre 50 et 70 tonnes, et mesurant chacune plus de 20 mètres, provenant des rives du fleuve Ienisseï, situées à environ 100 kilomètres. Les blocs sont disposés en carré, avec des dalles horizontales formant une enceinte murale. Les mégalithes pourraient avoir eu un rôle astronomique et semblent correspondre à la position des levers et couchers de soleil à différentes périodes de l'année.
Le kourgane de Salbyk avait, à l’origine une structure pyramidale carrée. Il a été fouillé en 1954-56 et toute la terre du kourgan a été enlevée, ne laissant en place que les dalles monumentales. Les chercheurs ont constaté que le tombeau avait été pillé dans l'Antiquité.
Le tumulus est situé à 200 km au nord-ouest du kourgane d'Arzhan, et à 400 km au nord-est des kourganes de Pazyryk.

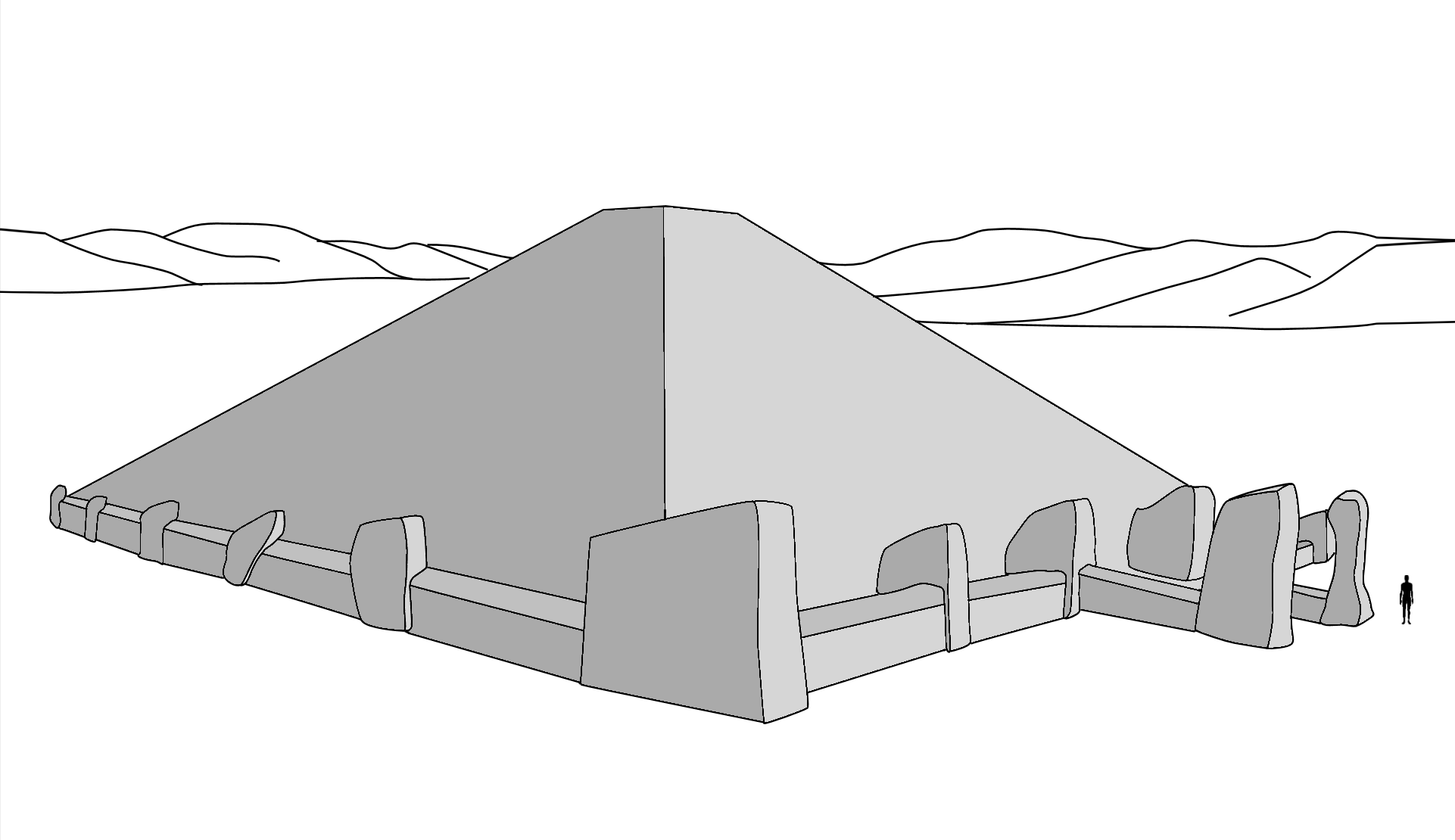
Reconstitution du Kourgane de Salbyk
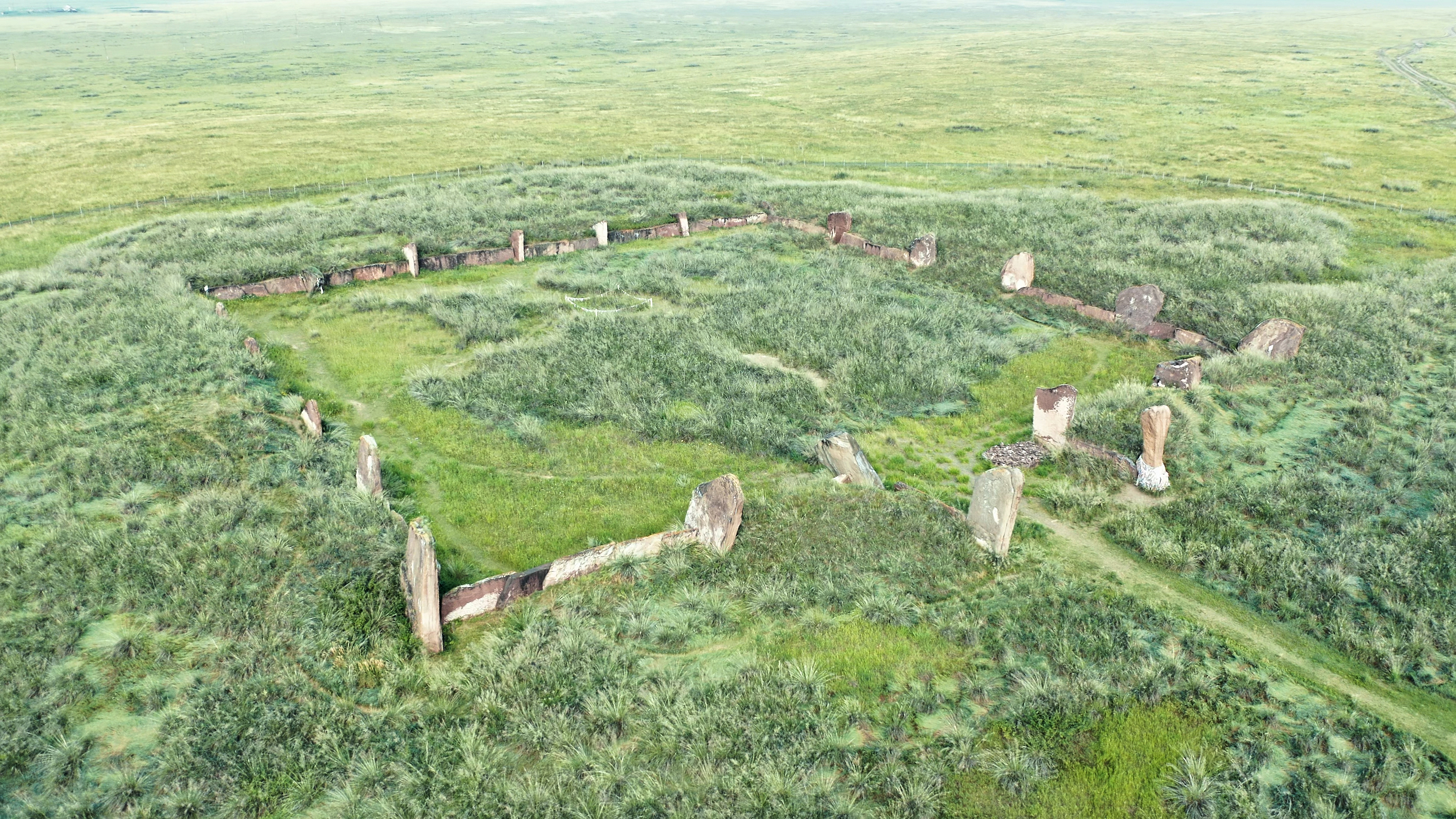
Le kourgane de nos jours, ne présentant plus que les blocs monumentaux
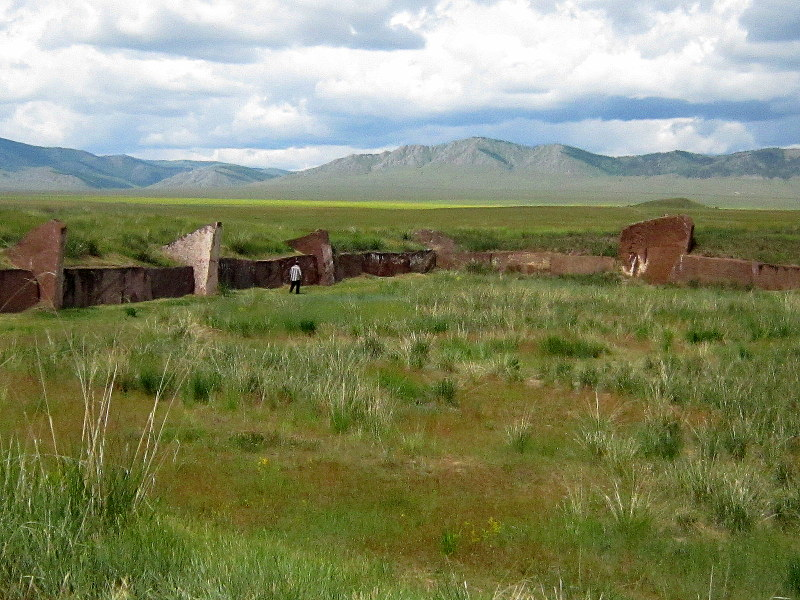
Périmètre d'enceinte du kourgane de Salbyk
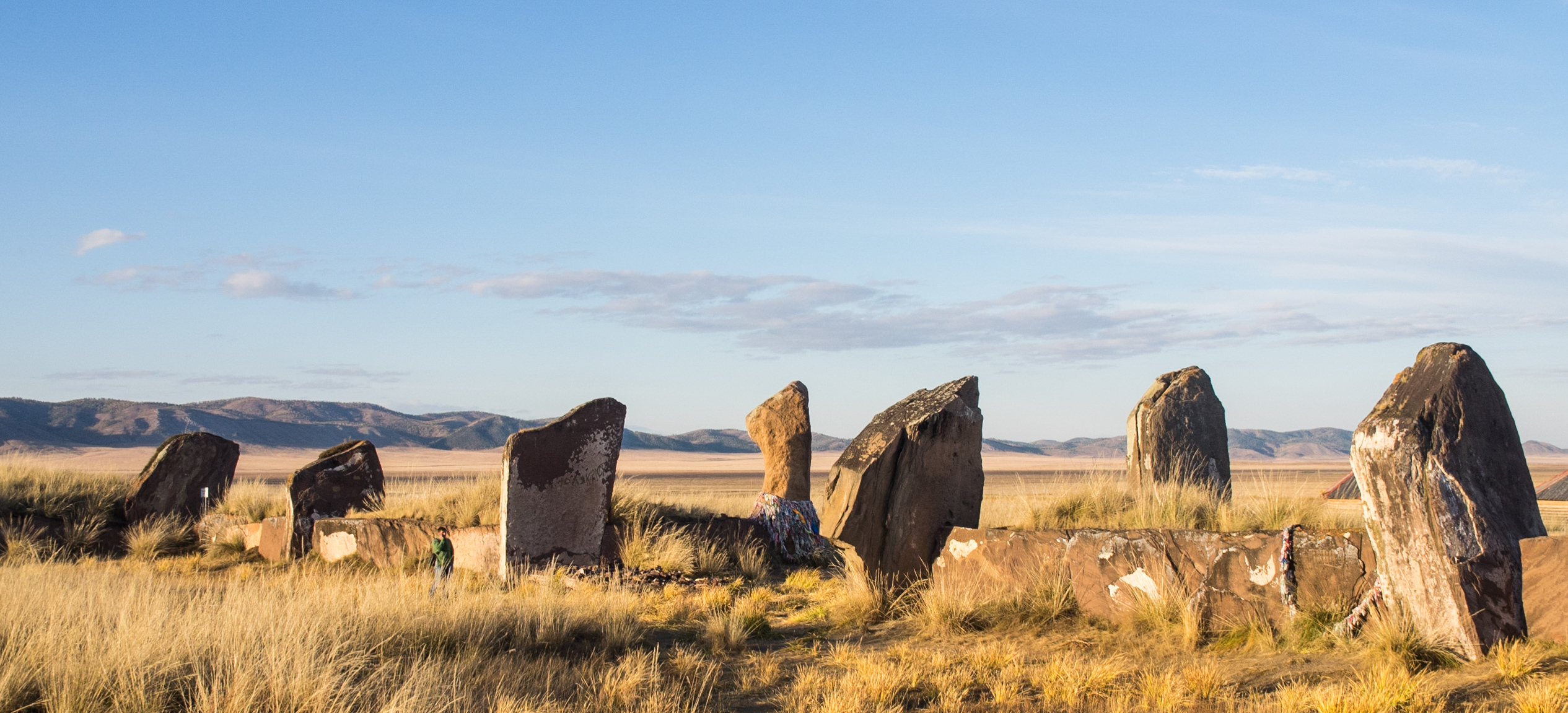
Structure et mégalithes du Kourgane
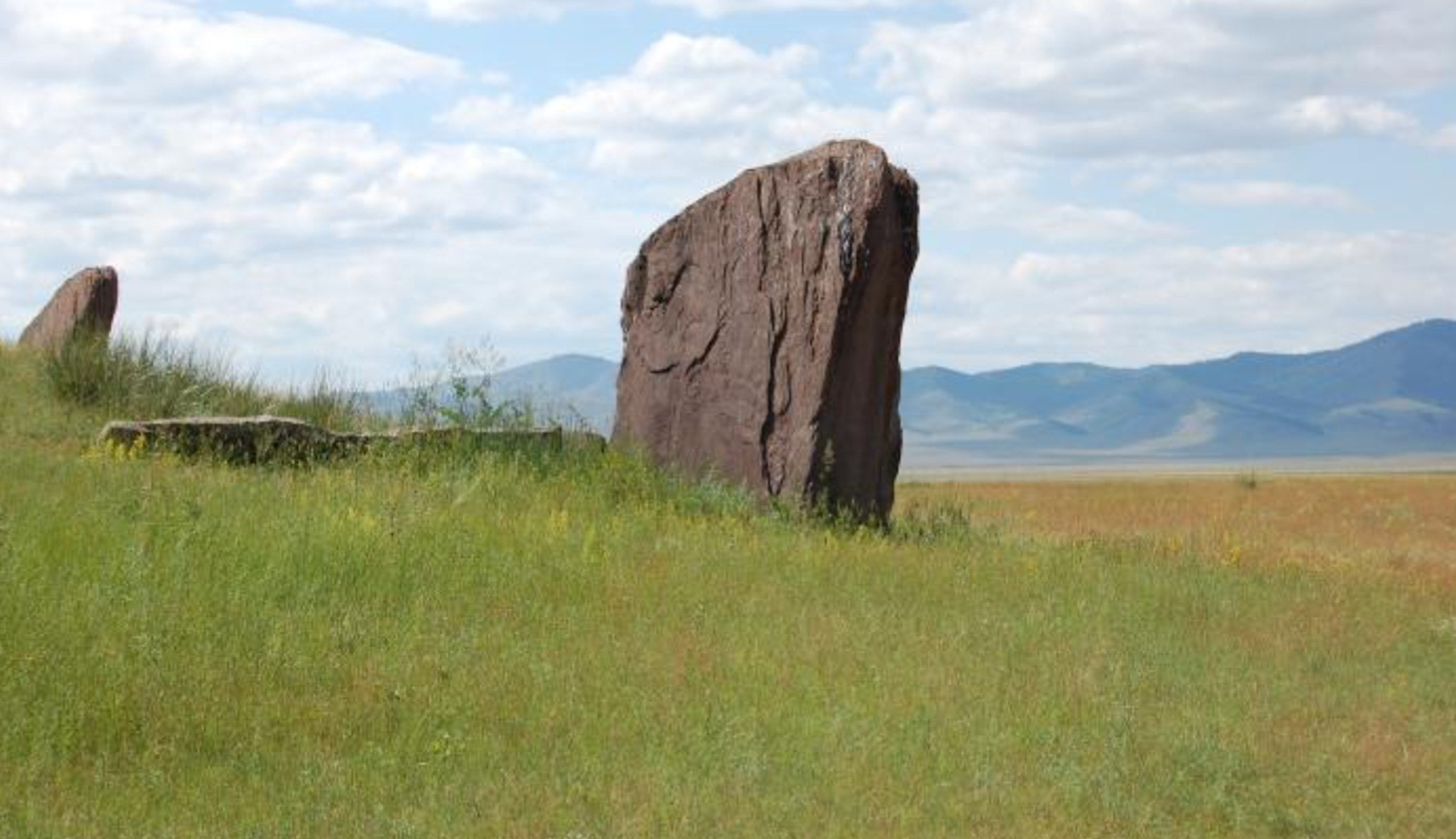
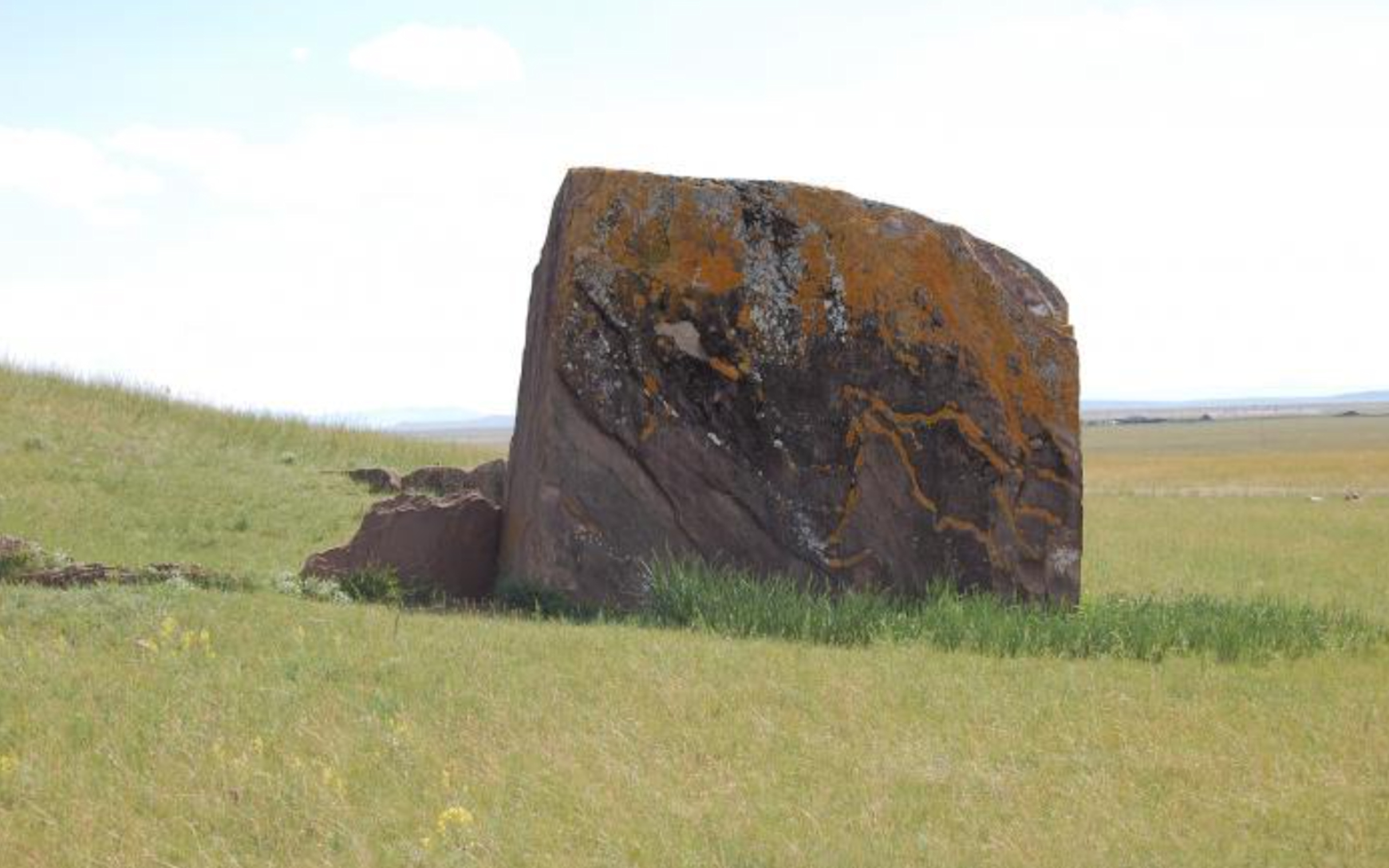
bloc mégalithique
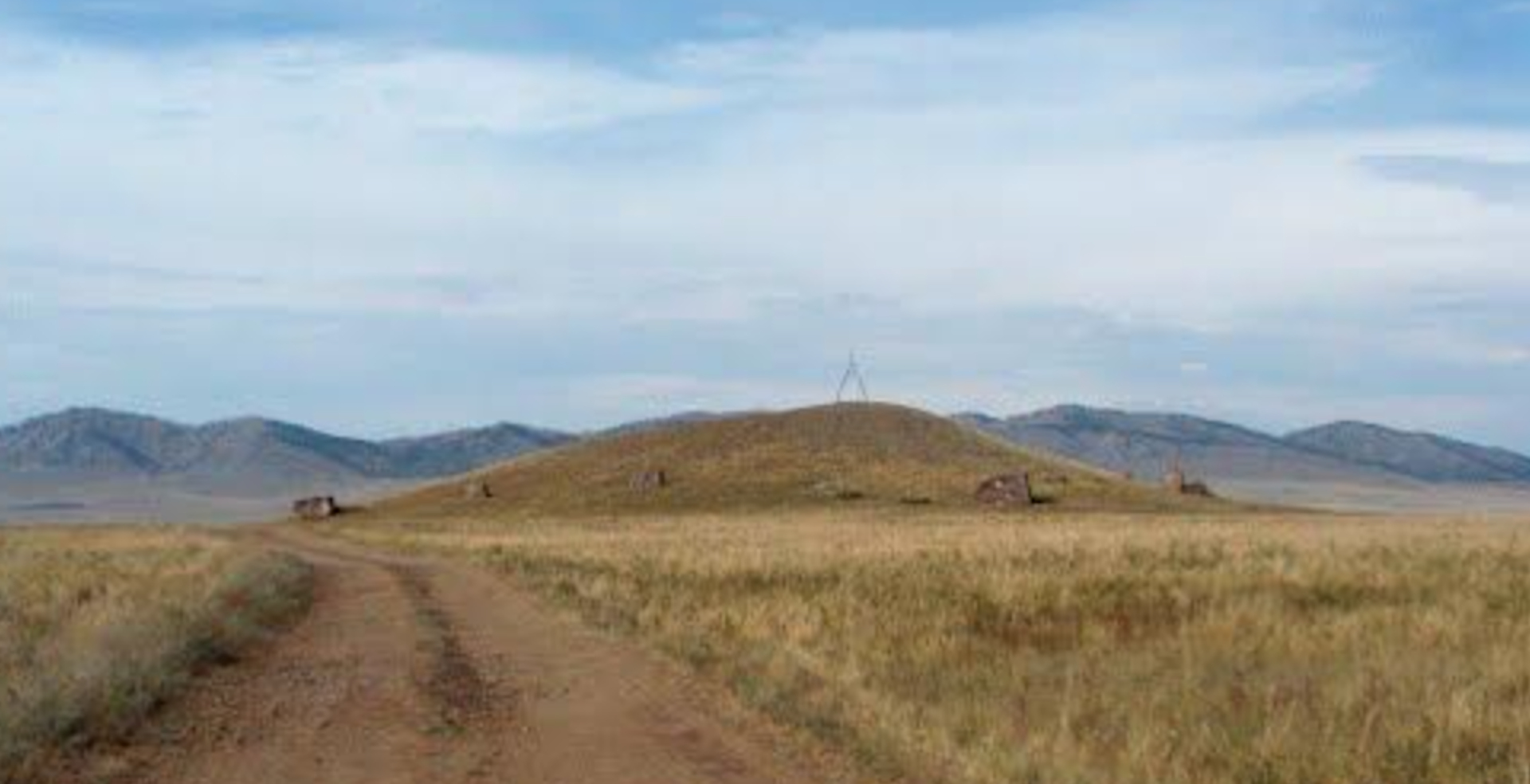
Un plus petit tumulus à proximité du Grand Kourgane
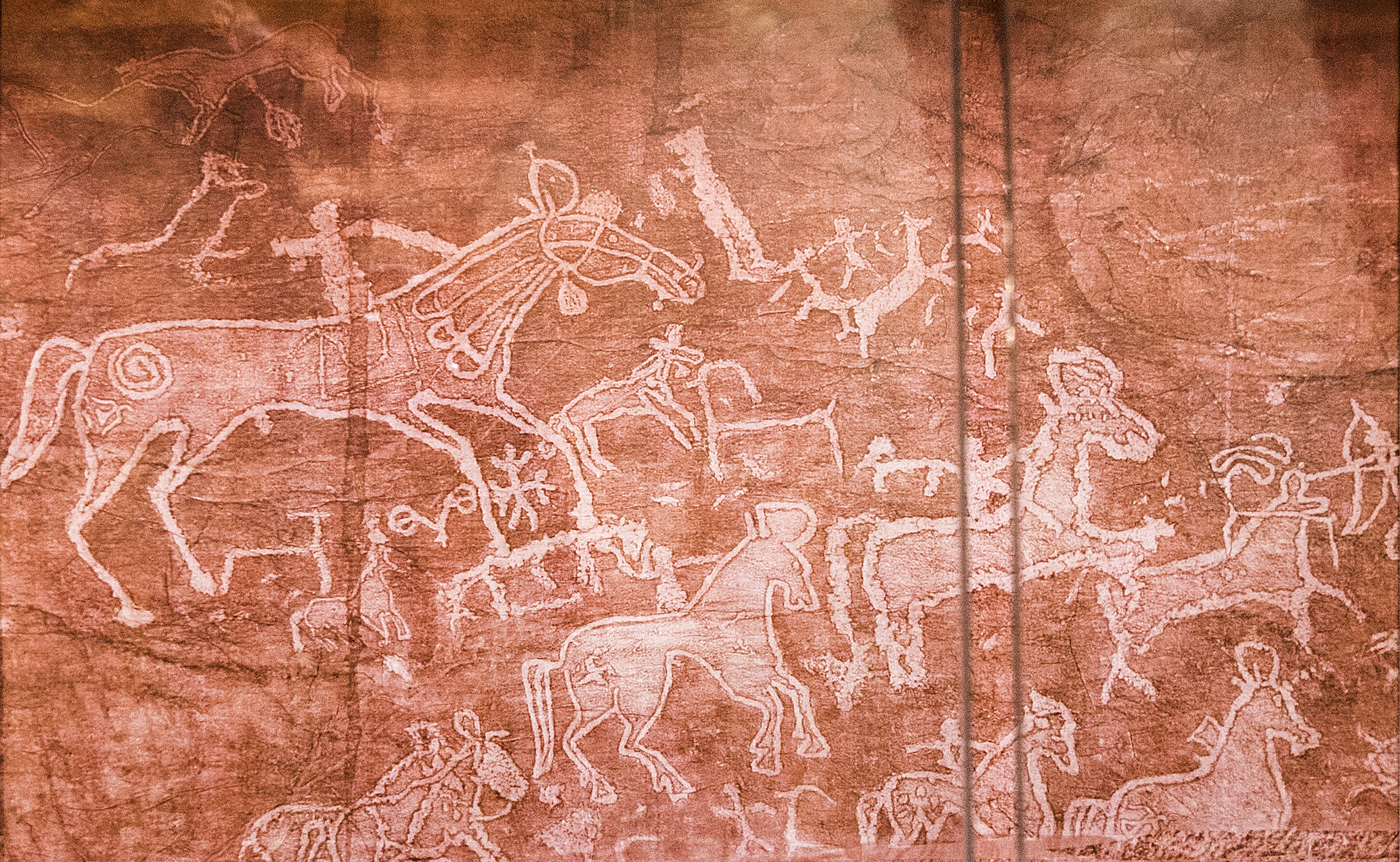
Pétroglyphe de la Vallée des Rois - Musée du Kourgane de Salbyk
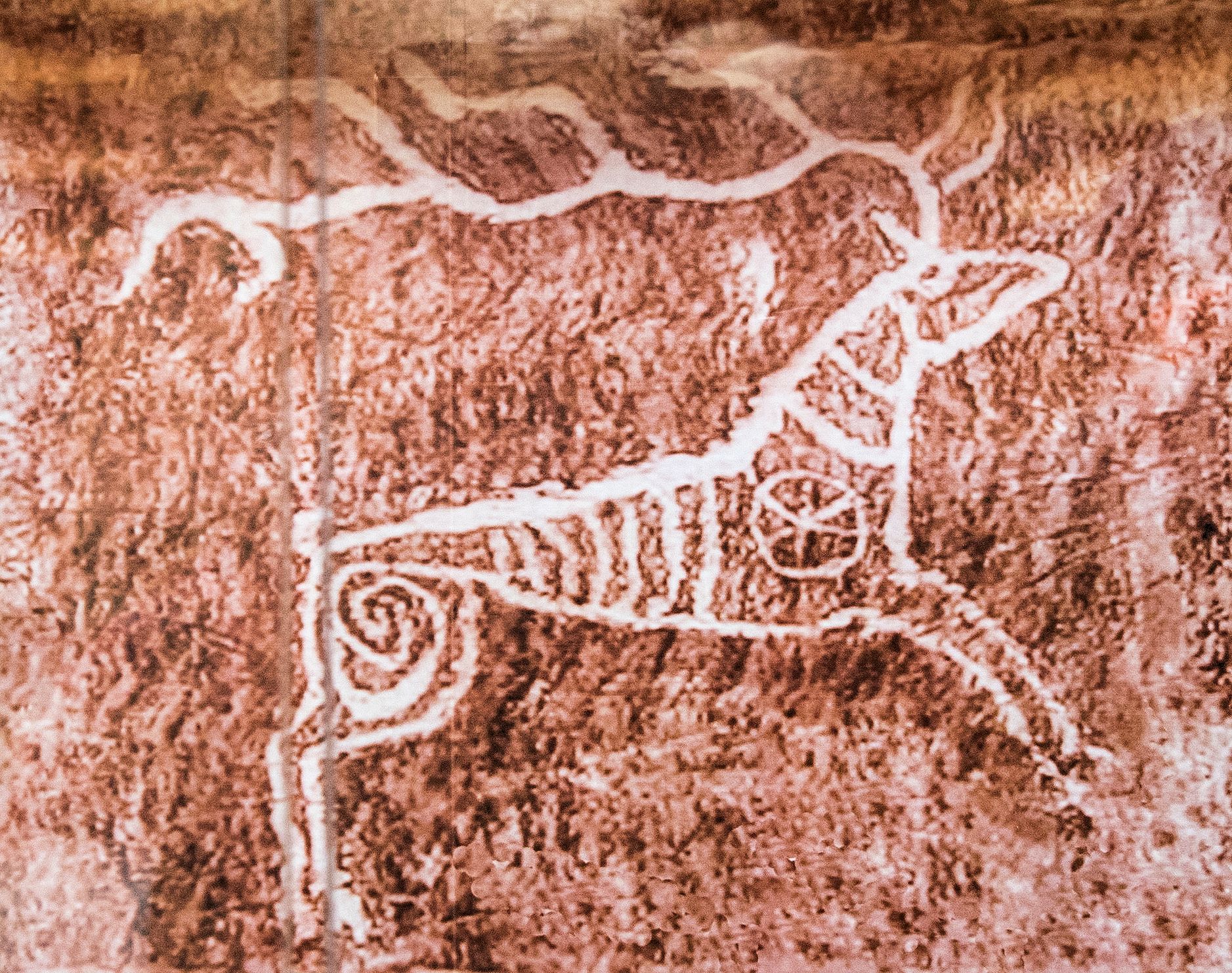
Pétroglyphe de la Vallée des Rois - Musée du Kourgane de Salbyk